# Trương lực

Tế bào hồng cầu trong ba loại dung dịch ưu trương, đẳng trương và nhược trương (thứ tự từ trái qua phải).

Hình chụp hiển vi về ảnh hưởng của trương lực lên tế bào hồng cầu.

Trương lực hay sức trương là một đại lượng tương đối giúp xác định hướng thẩm thấu của dung môi giữa hai dung dịch được phân cách bởi một màng bán thấm. Trương lực của một dung dịch ở một bên màng phụ thuộc vào độ chênh lệch về nồng độ chất tan, thế nước hoặc áp suất thẩm thấu của dung dịch đó so với dung dịch ở bên kia màng. Nó thường được sử dụng để miêu tả sự trương hoặc teo của một tế bào trong dung dịch. 
Khác với áp suất thẩm thấu, trương lực chỉ được sử dụng khi chất tan không thể thấm qua màng, vì chỉ những chất này mới có thể tạo nên áp suất thẩm thấu hiệu quả. Những chất tan tự do đi qua màng không ảnh hưởng đến trương lực vì nó sẽ luôn tự cân bằng nồng độ mà không cần dung môi phải di chuyển. Trương lực cũng là một nhân tố ảnh hưởng đến sự hút nước của rễ. 
Trương lực chỉ có ba trạng thái: ưu trương, nhược trương và đẳng trương. Ví dụ, khi dung dịch A có nồng độ chất tan cao hơn dung dịch B, ta nói "dung dịch A ưu trương so với dung dịch B". Khi chỉ nói đến một dung dịch, ta hiểu là đang so sánh dung dịch đó với tế bào.  

## Ưu trương

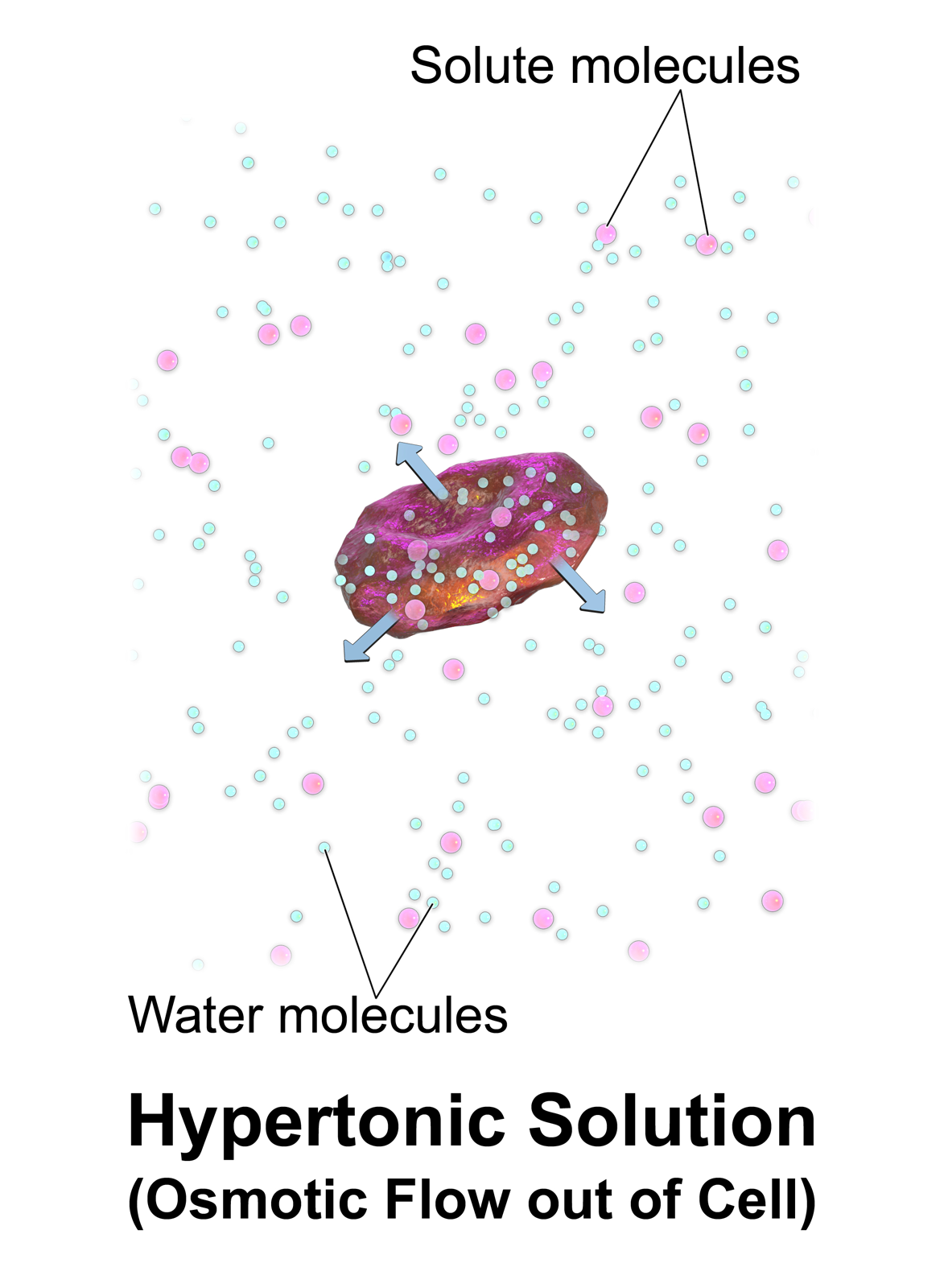
Tế bào hồng cầu bị co nguyên sinh (teo) trong dung dịch ưu trương.

Dung dịch ưu trương là dung dịch có nồng độ chất tan cao hơn một dung dịch khác. Trong sinh học, một dung dịch ngoại bào sẽ được gọi là ưu trương nếu nó có nồng độ chất tan cao hơn bào tương. Khi một tế bào được đặt trong dung dịch ưu trương, nước sẽ đi ra tế bào để cân bằng nồng độ chất tan ở hai bên màng. Bào tương vì vậy sẽ được coi là dung dịch đẳng trương so với dung dịch ngoại bào.
Nếu đó là tế bào động vật, thể tích của nó sẽ giảm, tế bào co lại; đây là hiện tượng co nguyên sinh.
Nếu đó là tế bào thực vật, thành tế bào cứng nên giữ nguyên, còn màng tế bào sẽ co lại nhưng vẫn dính với thành tế bào ở các cầu liên bào. Tế bào lúc này trông giống cái gối cắm kim và các cầu liên bào cũng mất chức năng. Đối với tế bào thực vật, không thể sử dụng trương lực một cách cứng nhắc vì lực giữ của thành tế bào ảnh hưởng rất nhiều đến điểm cân bằng thẩm thấu.
Một số sinh vật đã tiến hóa để có thể sống trong dung dịch ưu trương. Ví dụ, nước biển ưu trương đối với cá, nhưng cá lại cần bán thấm với nước biển ở mang để trao đôi khí, khiến tế bào mang mất nước. Để giải quyết vấn đề này, chúng uống nhiều nước biển và chủ động thải muối dư thừa ra. Quá trình này gọi là sự điều hòa thẩm thấu.

## Nhược trương

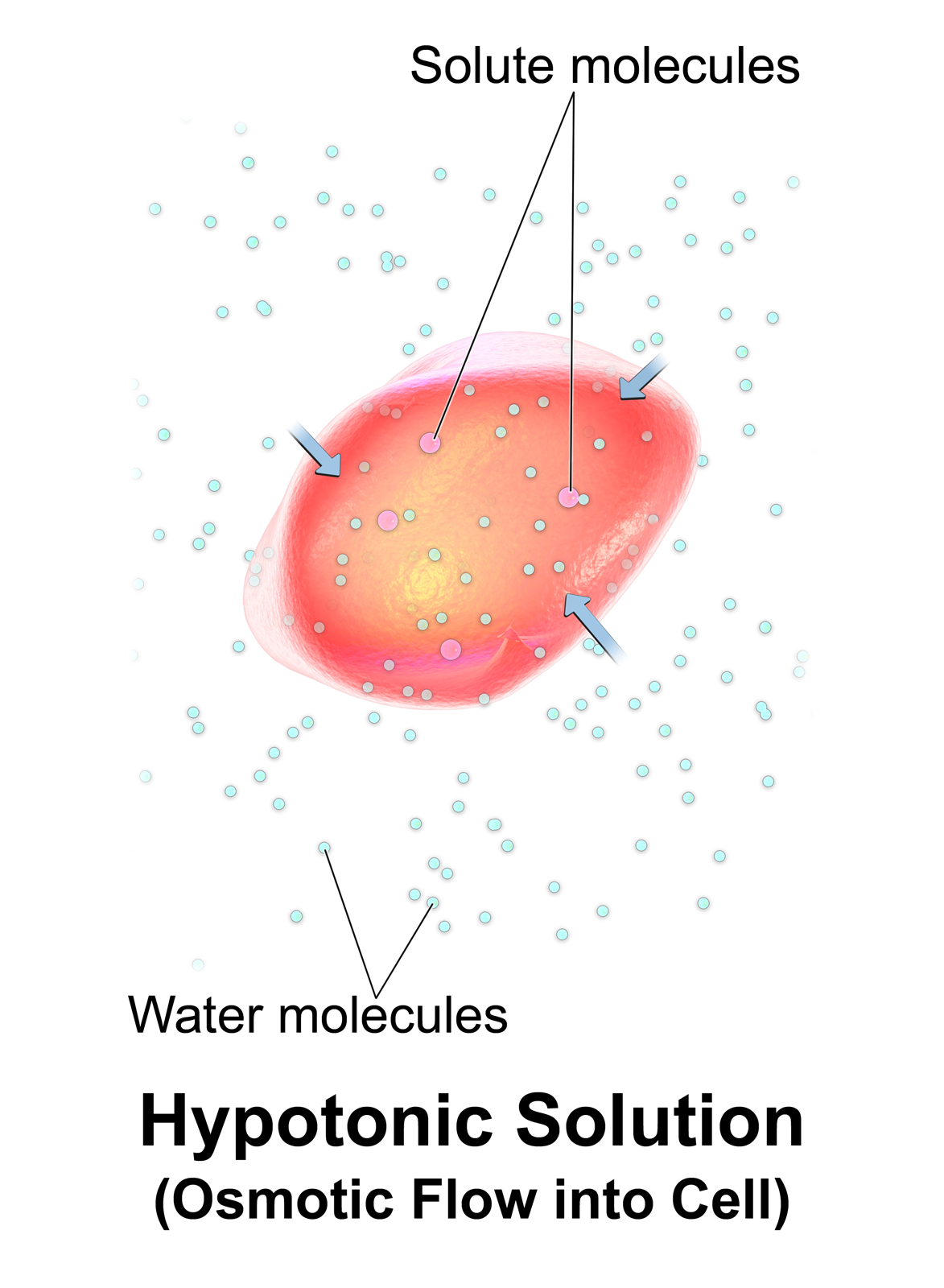
Tế bào hồng cầu bị trương và tan trong dung dịch nhược trương.

Dịch dịch nhược trương là dung dịch có nồng độ chất tan thấp hơn một dung dịch khác. Trong sinh học, một dung dịch ngoại bào sẽ được gọi là nhược trương nếu nó có nồng độ chất tan thấp hơn bào tương. Khi một tế bào được đặt trong dung dịch nhược trương, nước sẽ đi vào tế bào để cân bằng nồng độ chất tan ở hai bên màng, làm cho tế bào trương lên.
Với những tế bào không có thành, ví dụ như tế bào động vật, sự trương này có thể tạo áp lực vào màng tế bào làm tan bào, tức tế bào bị vỡ. 
Mặt khác, tế bào thực vật (hay vi khuẩn) có thành sẽ không sao vì độ cứng của thành tế bào tạo áp lực vào màng tế bào theo hướng ngược lại, giúp màng tế bào không vỡ. Đây gọi là áp suất trương nước.

## Đẳng trương

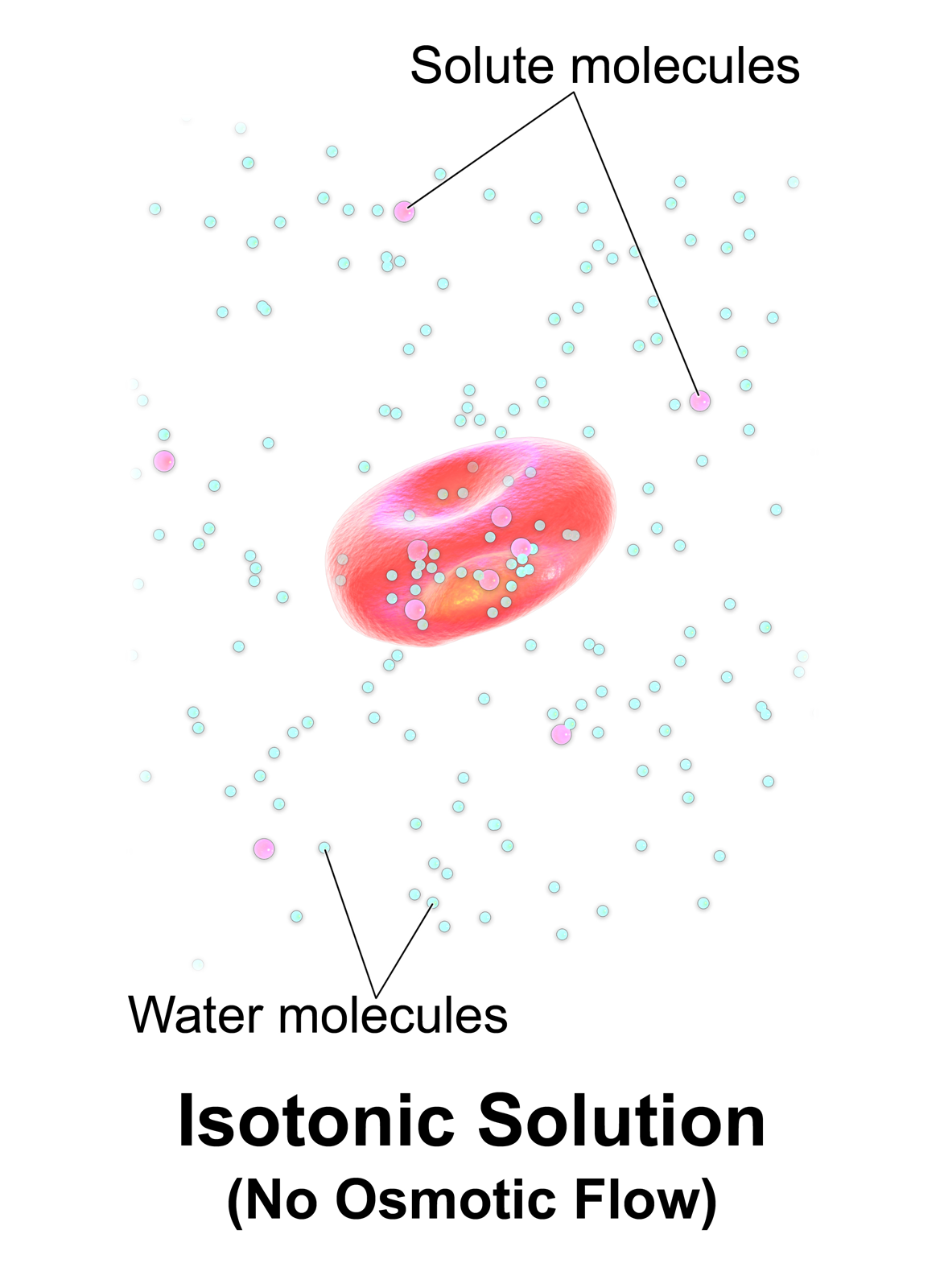
Mô phỏng tế bào hồng cầu trong dung dịch đẳng trương.

Dịch dịch nhược trương là dung dịch có nồng độ chất tan bằng với một dung dịch khác. Trong sinh học, một dung dịch ngoại bào sẽ được gọi là đẳng trương nếu nó có nồng độ chất tan bằng hơn bào tương. Tế bào lúc này sẽ không trương hay co vì không có sự chênh lệch thế nước, lượng nước đi ra và vào tế bào lúc này bằng nhau. 
Một dung dịch đẳng nồng độ osmol có thể là dung dịch nhược trương nếu chất tan có thể xuyên màng. Ví dụ, một dung dịch urê đẳng nồng độ osmol là dung dịch nhược trương đối với tế bào hồng cầu, vẫn dấn đến tan bào. Điều này là do urê đi vào tế bào theo gradien nồng độ, kéo nước đi vào theo. Mặt khác, nồng độ osmol của nước muối sinh lí (9g muối/1 lít nước) gần như đẳng nồng độ osmol với máu người (290 mOsm/L). Do đó, nước muối sinh lí gần như đẳng trương với huyết tương, và cả Na+ hay Cl- đều không thể tự do xuyên qua màng tế bào nên không đẫn đến tan bào. 